# Haltepunkt Düsseldorf-Garath
Der Haltepunkt Düsseldorf-Garath liegt etwa 13 Kilometer südlich des Düsseldorfer Hauptbahnhofs im Düsseldorfer Stadtteil Garath. Er befindet sich an der Bahnstrecke Köln–Duisburg. Am Haltepunkt liegen auch zwei Haltestellen mehrerer Buslinien.

## Lage
Der Bahnhof liegt in zentraler Lage im Stadtteil Düsseldorf-Garath. Er besitzt einen Mittelbahnsteig und befindet sich in Hochlage oberhalb der Kurt-Schumacher-Straße mit Zugang von dort.

## Bedienung
Zurzeit wird der Haltepunkt von zwei Linien der S-Bahn Rhein-Ruhr angefahren.
| Linie | Linienverlauf | Takt |
| ----- | --- | --- |
| S 6   | Essen Hbf – Essen Süd – E-Stadtwald – E-Hügel – E-Werden – Kettwig – Kettwig Stausee – Hösel – Ratingen Ost – D-Rath – D-Rath Mitte – D-Derendorf – D-Zoo – D-Wehrhahn – Düsseldorf Hbf – D-Volksgarten – D-Oberbilk – D-Eller Süd – D-Reisholz – D-Benrath – D-Garath – D-Hellerhof – Langenfeld-Berghausen – Langenfeld (Rheinland) – Lev.-Rheindorf – Lev.-Küppersteg – Leverkusen Mitte – Lev.-Chempark – K-Stammheim – K-Mülheim – K-Buchforst – K-Messe/Deutz – Köln Hbf – K-Hansaring – K-Nippes (– K-Geldernstr./Parkgürtel – K-Longerich – K-Volkhovener Weg – K-Chorweiler – K-Chorweiler Nord – K-Blumenberg – K-Worringen) Stand: Fahrplanwechsel Dezember 2023 | 20 min (werktags) 30 min (sonn-/feiertags, Essen–Düsseldorf auch samstags) Nippes–Worringen nur werktags 5–20 Uhr und sonn-/feiertags 11–21 Uhr |
| S 68  | W-Vohwinkel – Haan-Gruiten – Hochdahl-Millrath – Hochdahl – Erkrath – D-Gerresheim – D-Flingern – Düsseldorf Hbf – D-Volksgarten – D-Oberbilk – D-Eller Süd – D-Reisholz – D-Benrath – D-Garath – D-Hellerhof – Langenfeld-Berghausen – Langenfeld (Rheinland) Stand: Fahrplanwechsel Dezember 2023 | 20 min (nur zur HVZ) |

Auf der Ostseite in der Frankfurter Straße hält die Linie SB57, auf der Westseite in der Koblenzer Straße die Linie 789, die Linien 778/779 fahren West- und Ostseite an.
| Linie | Linienverlauf | Takt             |
| ----- | --- | ---------------- |
| SB 57 | D-Bilk, Südpark – Universität, Mensa – Universität Mitte – Universität Süd – Universität Südost 1 – D-Garath Ostseite2 – Hellerhof, Dresdener Straße – D-Hellerhof – Eichsfelder Straße Mo–Fr 7–10 und 15–19 Uhr alle 20 min; keine weiteren Haltestellen; verkehrt im Abschnitt 1–2 über die Münchener Straße und Frankfurter Straße | 20 min (nur HVZ) |
| 778   | D-Benrath → Benrath, Urdenbacher Allee → Franz-Liszt-Straße → Garath-Nordost, Stralsunder Straße → Gustrower Straße → D-Garath , Ostseite (Frankfurter Straße) → Garath-Südost, Carl-Severing-Straße → Garath-Südwest, René-Schickele-Straße → Jakob-Kneip-Straße → D-Garath , Westseite (Koblenzer Straße) → Garath-Nordwest, Julius-Raschdorff-Straße → Sodenstraße → Benrath, Haydnstraße (Koblenzer Straße) – D-Benrath In der Gegenrichtung verkehrt die Linie 779.                                                                                   | 20 min           |
| 779   | D-Benrath → Benrath, Urdenbacher Allee → Haydnstraße (Koblenzer Straße) → Sodenstraße → Garath-Nordwest, Julius-Raschdorff-Straße → D-Garath , Westseite (Koblenzer Straße) → Garath-Südwest, Jakob-Kneip-Straße → René-Schickele-Straße → Garath-Südost, Carl-Severing-Straße → D-Garath , Ostseite (Frankfurter Straße) → Garath-Nordost, Gustrower Straße → Stralsunder Straße → Benrath, Franz-Liszt-Straße – D-Benrath In der Gegenrichtung verkehrt die Linie 778.                                                                                   | 20 min           |
| 789   | D-Holthausen, Am Falder – Itter, Friedhof Osteingang– Holthausen – Niederheid – Reisholz, Paul-Thomas-Straße – Reisholz, Pfeiler (D-Reisholz , 200 m) – Benrath, Wimpfener Straße – Benrath, Rathaus – Urdenbacher Allee – D-Benrath – Haydnstraße (Koblenzer Straße) – Sodenstraße – D-Garath , Westseite (Koblenzer Straße) – René-Schickele-Straße – (Hellerhof, Eichsfelder Straße –) D-Hellerhof – Monheim-Baumberg, Stauffenbergstraße – Hegelstraße – Griesstraße – Monheim, Rheinpark – Kirchstraße – Monheim Busbahnhof – Kulturzentrum – Heerweg | 20 min           |

## Geschichte
Der Haltepunkt wurde mit der Eröffnungsfahrt der S-Bahn Rhein-Ruhr im September 1967 auf der Strecke zwischen Garath und Ratingen-Ost in Betrieb genommen. Damit war die S-Bahn Rhein-Ruhr das erste neue S-Bahn-System in Deutschland nach 1945. Östlich des Haltepunktes verlaufen die durchgehenden Fernbahngleise (Gleis 1 und 2) 
Am 5. Juni 1989 traf Michail Gorbatschow bei seinem Besuch der Landeshauptstadt in seinem Sonderzug statt am Düsseldorfer Hauptbahnhof in Garath ein und wurde dort von der Landesregierung empfangen.

## Trivia
Lokale Berühmtheit und großes Medieninteresse erfuhr der Bahnhof, der in einem der sozialen Brennpunkte Düsseldorfs liegt, vor allem als Treffpunkt der rechtsradikalen Szene.